# Kravbrev till fildelare
Kravbrev till fildelare är de brev med krav som skickas från privata företag till misstänkta fildelare.

## Gothia Laws Spridningskollen
Spridningskollen var ett initiativ av Gothia Law som efter avtal med fyra rättighetsinnehavare (Scanbox, Noble Entertainment, Atlantic och Crystalis Entertainment) med data från företaget Excipio under hösten 2016 avsåg att i Sverige kräva tusentals personer på ersättning för fildelning, inledningsvis 2 000 kronor.

### Protester till justitieministern
Tre veckor efter att Spridningskollen blev offentlig hade 21 000 protestmejl riktats till justitieminister Morgan Johansson. Johansson kommenterade att "Den som utkräver betalning får om kravet bestrids ta ställning till om man vill ta frågan vidare till domstol och har då som huvudregeln bevisbördan för det som påstås. Rent allmänt är det önskvärt att detta tydligt framgår för den som krävs på betalning."

### Avveckling
Två månader efter lanseringen meddelade Gothia Law på Spridningskollens hemsida att de lade ner sitt engagemang i fildelningsfrågan.

## Njords kravbrev
De kravbrev som den danska advokatbyrån Njord började skicka ut hösten 2017 utreds av Datainspektionen för otillåten inkassoverksamhet.
Forbrukerrådet, som är den norska motsvarigheten till Konsumentverket, rådde mottagare att varken betala eller besvara breven.
Juridikprofessorn Mårten Schultz kommenterade "Är man skyldig är det ur juridisk synvinkel bäst att betala" och fick medhåll av Ulf Maunsbach, docent vid Lunds Universitet.
Sanna Wolk, professor i upphovsrätt vid Uppsala universitet, sade att man inte skulle varken betala eller svara på Njords kravbrev. Wolk sade att "Om kravbrevet går till inkasso så [är det] viktigt att man meddelar inkassobolaget att man bestrider kravet." samt att "I slutänden är det domstol som ska bedöma om man ska betala eller inte. Vi har sett den här typen av brev tidigare, och det är väldigt få gånger som de som står bakom kraven har tagit det vidare till domstol."
Piratpartiets ordförande skrev ett blogginlägg om Njords kravbrev och bifogade ett exempel på hur ett kravbrev ser ut.

## Kritik mot tillvägagångssättet
I samband med Spridningskollens krav rapporterade TV4-Nyheterna att de som gör upp i godo med kravställaren och betalar kraven anses erkänna sin skuld och riskerar därmed att även få krav riktade mot sig från andra rättighetsinnehavare som inte omfattas av uppgörelsen. Den som har laddat ned en film och gör upp i godo riskerar då att även få ytterligare krav från till exempel rättighetsinnehavaren av musiken i filmen.
Internetoperatören Bahnhof var kritisk mot Spridningskollens taktik och avsikt, samt påpekade att Spridningskollen själva gjort sig skyldiga till varumärkesintrång eftersom Bahnhof redan ansökt om rätten till varumärket Spridningskollen hos Patent- och registreringsverket. Även PC för allas konsumentredaktör Martin Appel var kritisk till planerna och menade att metoden skulle skapa skräck hos oskyldiga människor och liknade metoden vid utpressning.